# White Collar Boy
«White Collar Boy» (на обложке указано название «The White Collar Boy») — третий сингл с альбома «The Life Pursuit» шотландской инди-поп-группы Belle & Sebastian. Данный сингл был издан 26 июня 2006 года на независимом лейбле «Rough Trade Records». «White Collar Boy» достиг 45 места в хит-параде Великобритании.
В качестве обложки сингла была использована фотография ирландской поп-певицы Кэтрин Айртон.

## Список композиций
Авторы музыки и слов всех песен — Belle & Sebastian (за исключением композиции «Baby Jane», автором которой является Род Стюарт).

### CD
1. «White Collar Boy» — 3:22
2. «Long Black Scarf» — 2:48
3. «Heaven in the Afternoon» — 3:29

### EP
1. «White Collar Boy» — 3:20
2. «Baby Jane» (Род Стюарт) — 2:50

### DVD
1. «White Collar Boy» (video)
2. «Sukie In The Graveyard» (live)